# Aikido – den fredliga kampkonsten
Aikido – den fredliga kampkonsten eller bara Aikido är en bok av Stefan Stenudd om den japanska budoarten aikido. Boken kom ut 1992 och i en väsentligt utökad upplaga 1998, och är den mest omfattande bok om aikido som givits ut på svenska.
Aikido är inte en teknikmanual. Betraktelser över aikidons natur, väsen och begrepp utgör en väsentlig del av boken. Resten av boken upptas främst av aikidohistorik inklusive en kort skildring av aikidons grundare Morihei Ueshibas liv och svensk aikidos historia. Boken innehåller också en liten aikidoordlista och en kortfattad lista över aikidoprofiler både inom och utom Sverige. 
Den del av boken som behandlar själva aikidon är till stor del präglad av författarens vältaliga beskrivningar av hans eget förhållningssätt till sin aikido. Denna infallsvinkel uppfattas av många som inspirerande, men den kritiseras också av andra. Boken har på grund av sin spridning kommit att påverka synen på vad aikido är både bland de tränande och bland icke aikidotränande; dess kritiker menar att boken inte gör klart att den skildrar Stefans Stenudds högst personliga uppfattning av aikidon snarare än någon objektiv sanning.